# Naturschutzgebiet Streußelbruch
Koordinaten: 51° 34′ 11″ N, 6° 18′ 16″ O
Das Naturschutzgebiet Streußelbruch liegt auf dem Gebiet der Stadt Kevelaer im Kreis Kleve in Nordrhein-Westfalen.
Das Gebiet erstreckt sich östlich der Kernstadt Kevelaer und östlich und nordöstlich des Kevelaerer Ortsteils Wetten. Durch das Gebiet hindurch und an seinem östlichen Rand fließt der Dunnbruchgraben. Westlich des Gebietes verläuft die Kreisstraße K 33 und fließt die Niers, südlich verläuft die Landesstraße L 486. Südöstlich erstreckt sich das 18,7 ha große Naturschutzgebiet Hoenselaersche Bruch und südlich das 31,9 ha große Naturschutzgebiet An der Horst.

## Bedeutung
Für Kevelaer ist seit 2009 ein rund 20,0 ha großes Gebiet unter der Kenn-Nummer KLE-048 als Naturschutzgebiet ausgewiesen.